# Argenteuil (ancienne circonscription fédérale)
Pour les articles homonymes, voir Argenteuil.
Argenteuil était une circonscription électorale fédérale de la région des Laurentides au Québec. Elle fut représentée de 1867 à 1948, 1968 à 1972 et de 1979 à 1980.

## Historique
C'est l'Acte de l'Amérique du Nord britannique de 1867 qui créa ce qui fut appelé le district électoral d'Argenteuil. Abolie en 1947, la circonscription fut fusionnée à celle d'Argenteuil—Deux-Montagnes.
La circonscription réapparut en 1966 à partir de la circonscription d'Argenteuil—Deux-Montagnes, elle fut abolie en 1970. Recréée en 1976, la circonscription fut renommée Argenteuil—Papineau en 1981.

## Géographie
En 1867, la circonscription d'Argenteuil comprenait:
- Les paroisses de Saint Andrews, Saint-Jérusalem
- Une partie de la paroisse de Saint-Jérôme
- Les cantons de Chatham, Grenville, Wentworth, Harrington, Gore, Howard, Arundel, Montcalm Wolfe, Salaberry et Grandisson et une partie du canton de Morin

En 1976, la circonscription comprenait:
- Les villes de Lachute, Mirabel, Barkmere et Oka-sur-le-Lac
- Le comté d'Argenteuil
- Une partie des comtés de Deux-Montagnes et de Papineau

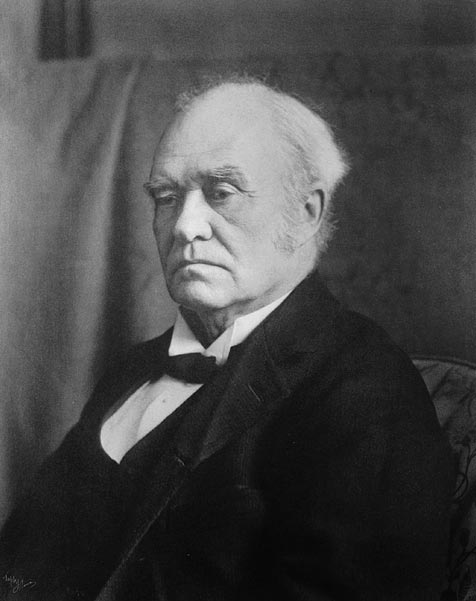
John Abbott

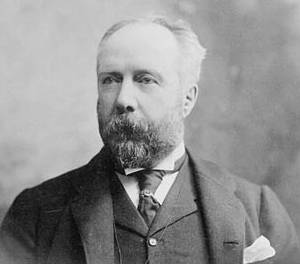
George Perley

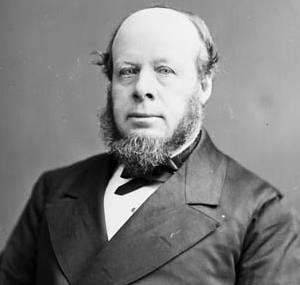
Thomas Christie

## Députés
1. 1867-1874 — John Joseph Caldwell Abbott, Libéral-conservateur
2. 1874-1875 — Lemuel Cushing, Libéral
3. 1875¹-1880 — Thomas Christie, Libéral
4. 1880¹-1887 — John Joseph Caldwell Abbott, Libéral-Conservateur (2)
5. 1887-1891 — James Crocket Wilson, Libéral-conservateur
6. 1891-1902 — Thomas Christie, Libéral (2)
7. 1902¹-1904 — Thomas Christie (fils), Libéral
8. 1904-1917 — George H. Perley, Conservateur
9. 1917-1921 — Peter Robert McGibbon, Libéral
10. 1922¹-1925 — Charles Stewart, Libéral
11. 1925-1938 — George H. Perley, Conservateur
12. 1938¹-1940 — Georges-Henri Héon, Conservateur indépendant
13. 1940-1945 — James Wright McGibbon, Libéral
14. 1945-1949 — Georges-Henri Héon, Indépendant progressiste-conservateur (2)
15. 1949-1958 — Philippe Valois, Libéral
16. 1958-1962 — Joseph-Octave Latour, Progressiste-conservateur
17. 1962-1965 — Vincent Drouin, Libéral
18. 1965-1968 — Roger-E. Régimbal, Progressiste-conservateur
19. 1968-1972 — Robert-Benoît Major, Libéral
20. 1972-1979 — Francis Fox, Libéral
21. 1979-1984 — Robert Gourd, Libéral

¹ = Élections partielles